# Usage du français dans les publications scientifiques
 (mars 2016).
- Si vous ne connaissez pas le sujet, laissez ce bandeau (vous pouvez alors contacter les auteurs).
- Si vous supprimez le contenu mis en cause (vous pouvez préalablement contacter les auteurs),

argumentez précisément cette suppression dans la page de discussion
(un manque de référence n'est pas un argument ; une recherche réelle de référence doit avoir été effectuée, être formellement documentée).
En Europe, au Moyen Âge, les livres scientifiques sont écrits presque exclusivement en latin. Il y a quelques exceptions, par exemple avec Oresme.
À la Renaissance, le français se développe, soit que l'auteur ignore le latin (Ambroise Paré), soit par choix de l'auteur. Descartes mélange français et latin ; son Discours de la Méthode (suivi de La Dioptrique, Les Météores et La Géométrie, 1637) est en français. En 1690, Huygens fait paraître son Traité de la lumière en français.
Au XVIIIe siècle, le français est utilisé par de nombreux scientifiques à travers l'Europe, comme Daniel Bernoulli ou Euler à l'Académie des Sciences de Prusse. Au XIXe siècle, le français est encore couramment utilisé, mais principalement par des scientifiques francophones. Allemand, anglais et français sont alors les principales langues scientifiques utilisées en Europe. Pendant la première moitié du XXe siècle, le français est encore utilisé par des non-francophones tels que Banach (Théorie des opérations linéaires, 1932) ou Riesz et Szőkefalvi-Nagy (Leçons d'analyse fonctionnelle, 1952). Après la deuxième guerre mondiale, le français et l'allemand déclinent en faveur de l'anglais. Même les scientifiques francophones se mettent à écrire en anglais. Certains scientifiques francophones, tels le mathématicien Laurent Lafforgue, essaient néanmoins de préserver le français et encouragent leurs collègues à en faire de même. Ce point est également soutenu par des linguistes tels Claude Hagège[source insuffisante], favorables à la diversité linguistique.

## État actuel
- Si vous ne connaissez pas le sujet, laissez ce bandeau (vous pouvez alors contacter les auteurs).
- Si vous supprimez le contenu mis en cause (vous pouvez préalablement contacter les auteurs),

argumentez précisément cette suppression dans la page de discussion
(un manque de référence n'est pas un argument ; une recherche réelle de référence doit avoir été effectuée, être formellement documentée).
Le nombre d'articles scientifiques (décrits comme tels dès lors qu'ils sont publiés dans des revues à comité de lecture composé de chercheurs reconnus dans le domaine), écrits en français varie considérablement d'un domaine à l'autre. Le français est encore très présent en sciences sociales puisque l'écriture de livres y est préférée à celle d'articles. On peut noter par exemple que le livre de Thomas Piketty, Le Capital au XXIe siècle (2013), a été publié en français avant d'être traduit en anglais. Le français est encore utilisé en médecine. Pour l'année 2014, la base de données PubMed recense environ 8 000 articles en français sur un total d'environ 1 200 000, soit environ 0,7 %. Il faut aussi noter que des revues entièrement francophones telles que  Médecine/sciences ne publient pas d'articles originaux. Dans les sciences dures, le français devient rare.

## Revues scientifiques actives avec un titre en français
À part celles consacrées à la vulgarisation qui sont écrites principalement par des journalistes, la plupart des revues ci-dessous sont des revues auxquelles les universitaires peuvent soumettre des manuscrits pour publication.

### Vulgarisation généraliste des sciences
- Science et Vie (1913-)
- Sciences et Avenir (1947-)
- Québec Science (1962-)
- Découverte (1972-)
- Pour la science (1977-), version française de Scientific American
- Sciences Ouest (1986-)
- Auvergne Sciences (1987-)
- Le journal du CNRS (1988-), en accès libre
- Science et Vie Junior (1989-)
- Les défis du CEA (1991-)
- Cosinus (1999-)
- Science & santé (INSERM, 2010-)
- Carnets de science (CNRS, 2016-)

### Revues généralistes ou interdisciplinaires
- Journal des savants (1665-1792, 1816-)
- Revue des questions scientifiques (1879-), publiée par l'Université de Namur
- Revue de synthèse (1900-)
- Bulletin de l'Union des professeurs de classes préparatoires scientifiques (1927-)
- Bulletin de la Société royale des sciences de Liège (1932-)
- Critique (1946-)
- Archives des Sciences (1948-), publiées par la Société de physique et d'histoire naturelle de Genève
- Comptes rendus de l'Académie bulgare des sciences (1948-)
- Revue de l'Université de Moncton (1963-)
- Journal des Sciences et Technologies, publié par l’Université Cheikh Anta Diop (1994-)
- Synthèse : Revue des Sciences et de la Technologie, publié par l'Université Badji Mokhtar d'Annaba (1996-)
- Transversalités (1996-), Revue de l’Institut Catholique de Paris
- Journal de la Recherche Scientifique de l'Université de Lomé (1999-)
- Revue ivoirienne des sciences et technologie (2000-)
- Courrier du Savoir (Université de Biskra) (2001-)[5]
- Synergies (2004-), publié par le Gerflint et décliné en une trentaine de revues par pays ou régions du monde : Synergies France, Synergies Algérie, , etc.
- Afrique Science : Revue Internationale des Sciences et Technologie (2005-)
- Revue scientifique du Tchad (2012-)
- Sciences de la vie, de la terre et agronomie (2013-)
- Science arctique (2015-), titre bilingue, publié par le CNRC

### Mathématiques
(Voir aussi NUMDAM):
- Comptes Rendus Mathematique (1835-), Centre Mersenne, en accès libre
- Journal de mathématiques pures et appliquées (1836-), Elsevier
- Annales scientifiques de l'École normale supérieure (1864-), SMF
- Bulletin des sciences mathématiques (1870-), Elsevier
- Bulletin de la Société mathématique de France (1873-)
- Annales de la Faculté des sciences de Toulouse (1887-), Centre Mersenne, en accès libre
- Revue de la filière mathématiques (1890-), 100% en français
- L'Enseignement mathématique (1899-)
- Annales de l'Institut Henri Poincaré (1930-)
- Annales de l'Institut Fourier (1949-), Centre Mersenne, en accès libre
- Journal canadien de mathématiques (1949-), titre bilingue
- Journal d'analyse mathématique (1951-)
- Revue roumaine de mathématiques pures et appliquées (1956-)
- Cahiers de topologie et géométrie différentielle catégoriques (1957-)
- Bulletin Canadien de Mathématiques (1958-), titre bilingue
- Annales mathématiques Blaise Pascal (1959-), Centre Mersenne, en accès libre
- Bulletin de l'Association mathématique du Québec (1959-)
- Publications mathématiques de l'IHÉS (1959-)
- Gazette des mathématiciens (1968-), Société mathématique de France, 100 % en français
- Astérisque (1973-)
- Publications Mathématiques de Besançon - Algèbre et Théorie des Nombres (1974-), Centre Mersenne, en accès libre
- Annales mathématiques du Québec (1977-)
- Bulletin de l'APMEP (Association des professeurs de mathématiques de l'enseignement public) (1979-), 100 % en français
- Comptes rendus mathématiques de l'Académie des sciences du Canada (1979-), titre bilingue
- Matapli, Société de mathématiques appliquées et industrielles (1983-), en accès libre après un certain délai, 100 % en français
- Modélisation mathématique et analyse numérique (1985-), titre bilingue
- Tangente (1987-), 100 % en français
- Quadrature (1989-), 100 % en français
- Journal de théorie des nombres de Bordeaux (1989-), Centre Mersenne, en accès libre
- Séminaire Lotharingien de Combinatoire (1994-)
- Math-Recherche & applications (1999-)
- Journal de l'Institut de mathématiques de Jussieu (2002-)
- Revue africaine de la recherche en informatique et mathématiques appliquées - ARIMA (2002-)
- Cahiers Mathématiques de l'Université de Sherbrooke (2010-)
- Statistique et enseignement (2010-), Société française de statistique, 100 % en français
- Journal de l'École polytechnique (2013-), Centre Mersenne, en accès libre
- Statistique et société (2013-), Société française de statistique, 100 % en français
- Mathématiques appliquées : déterministes et stochastiques (2016-), ISTE, titre bilingue
- Automatique (2017-), ISTE, titre bilingue
- EPIGA, Épijournal de Géométrie algébrique (2017-)
- Annales Henri Lebesgue (2018-), Centre Mersenne, en accès libre
- Épijournal de Didactique et Épistémologie des Mathématiques pour l’Enseignement Supérieur (2019-)
- Avancées en Mathématiques Pures et Appliquées (2020-), ISTE, titre bilingue

### Informatique
- Journal européen des systèmes automatisés (1967-), IIETA
- Traitement du Signal (1984-), IIETA
- Revue d'intelligence artificielle (1987-), IIETA
- Revue internationale de géomatique (1991-), Lavoisier
- Ingénierie des systèmes d'information (1996-), IIETA
- Les Cahiers du numérique (2000-), Lavoisier
- Revue africaine de la recherche en informatique et mathématiques appliquées - ARIMA (2002-), INRIA
- L'Informaticien (2002-)
- Revue des nouvelles technologies de l'information (2003-), Hermann
- interstices (2004-), INRIA
- Journal d'interaction personne-système (2008-), Episciences
- Recherche d’information, document et web sémantique (2017-), ISTE, titre bilingue
- Internet des objets (2017-), ISTE, titre bilingue
- Des données à la décision (2017-), ISTE, titre bilingue
- Information, organisation, connaissances (2017-), ISTE, titre bilingue
- Revue ouverte d’ingénierie des systèmes d’information (2020-), ISTE, titre bilingue
- Revue ouverte d'intelligence artificielle (2020-), Centre Mersenne

### Physique
- Comptes rendus physique (1835-), Centre Mersenne
- Comptes Rendus mécanique (1835-), Centre Mersenne
- Bulletin de l'union des physiciens (1907-), 100% en français
- Revue canadienne de physique (1951-), titre bilingue
- Revue roumaine des sciences techniques - Série Électrotechnique et Énergétique (1955-)
- Annales de la Fondation Louis-de-Broglie (1975-), en accès libre
- Revue générale nucléaire (1975-), Société française d'énergie nucléaire, 100 % en français
- Revue internationale du froid / International Journal of Refrigeration (1978-)
- REE - Revue d'électricité et d'électronique (1995-), Société de l'électricité, de l'électronique et des technologies de l'information et de la communication
- Instrumentation, Mesure, Métrologie (2001-), IIETA
- Photoniques (2001-), publié par la Société française d'optique et EDP Sciences
- La Gazette du vide (2003-)
- Revue Française de  Photogrammétrie et Télédétection (2004-)
- Reflets de la physique (2006-), Société française de physique, en accès libre, 100 % en français
- ElectroniqueS (2010-)
- Journal International de Technologie, de l'Innovation, de la Physique, de l'Énergie et de l'Environnement (2015-), publié par l'Université Clermont-Auvergne, en accès libre
- Recueil de mécanique (2016-), publié par le Centre Universitaire de Tissemsilt
- Thermodynamique des interfaces et mécanique des fluides (2017-), ISTE, titre bilingue
- Incertitudes et fiabilité des systèmes multiphysiques (2017-), ISTE, titre bilingue
- Composants nanoélectroniques (2018-), ISTE, titre bilingue
- Entropie : thermodynamique – énergie – environnement – économie (2020-), ISTE, titre bilingue

#### Astronomie
- L'Astronomie (1911-), Société astronomique de France, 100 % en français
- Air & cosmos (1963-), 100 % en français
- Ciel et Espace (1970-), 100 % en français

### Chimie
- Comptes Rendus Chimie (1835-), Centre Mersenne
- Biochimie (1919-), en anglais uniquement
- Biochimie et biologie cellulaire (1929-), titre bilingue, publié par le CNRC
- Revue canadienne de chimie (1929-), titre bilingue, publié par le CNRC
- Revue roumaine de chimie (1964-), titre bilingue
- L'Actualité chimique (1973-)
- Journal de la Société Ouest Africaine de Chimie (1976-)
- Annales de chimie - Science des matériaux (depuis 1978)
- Journal de la Société Chimique de Tunisie (1979-), titre bilingue
- Journal marocain de chimie hétérocyclique (2002-), en accès libre
- Phytochimie (2018-), ISTE, titre bilingue
- Science et technologie des aliments (2018-), ISTE, titre bilingue
- Glycosciences et sciences de la vie (2018-), ISTE, titre bilingue
- Catalyse par les métaux de transition (2019-), ISTE, titre bilingue

### Sciences de l'ingénieur
- Annales des Mines (1794-)
- Matériaux & Techniques (?-), EDP Sciences
- Revue canadienne de génie civil (1974-), titre bilingue, publiée par le CNRC
- Revue des Composites et des Matériaux Avancés (1991-)
- Journal des sciences pour l'ingénieur (2001-)
- Techniques Sciences Méthodes (2007-)
- E-revue de génie industriel (2008-)
- Verres Céramiques Composites (2011-), publié par l'Université Ferhat-Abbas
- Revue des systèmes de véhicules télécommandés (2013-), titre bilingue, publiée par le CNRC
- Sciences Appliquées et de l'Ingénieur (2014-)[6]
- Technologie et innovation (2016-), ISTE, titre bilingue
- Ingénierie cognitique (2017-), ISTE, titre bilingue
- Matériaux pour la bioingénierie (2017-), ISTE, titre bilingue
- Génie industriel et productique (2018-), ISTE, titre bilingue

### Sciences de la terre
- Bulletin de la Société géologique de France (1830-), en accès libre
- Comptes rendus géoscience (1835-), Centre Mersenne
- Annales de la Société géologique du Nord (1875-)
- Travaux de l’Institut Scientifique, Série Géologie et Géographie physique (1951-)
- Revue canadienne de la science du sol (1957-), titre bilingue, publiée par le CNRC
- Revue canadienne de géotechnique (1963-), titre bilingue, publiée par le CNRC
- Annales de limnologie (1964-), EDP Sciences
- Quaternaire (1964-)
- Revue canadienne des sciences de la Terre (1964-), titre bilingue, publié par le CNRC
- Bulletin d'information des Géologues du Bassin de Paris (1965-)
- Géologues (1966-), Société géologique de France, 100% en français
- Revue Française de Géotechnique (1977-), EDP Sciences
- Bulletin de l’Institut Scientifique, Section Sciences de la Terre (1979-)
- Géochronique (1982-), Société géologique de France, 100% en français
- Géologie de la France (1988-)
- Bulletin du Service géologique de l'Algérie (1990-)
- Géomorphologie : relief, processus, environnement (1995-)
- Le règne minéral - revue française de minéralogie (1995-)
- Geodiversitas (1997-)[7], publié par le MNHN, en accès libre
- Carnets de géologie (2002-), en accès libre
- Géosciences (BRGM) (2005-)
- Revue de l’Institut Algérien du Pétrole (2007-)
- Revue Marocaine de Géomorphologie (2016-)
- Bulletin de l’Institut Scientifique, Section Sciences de la Terre (?-)

#### Climatologie
- La météorologie (1925-), Société météorologique de France
- Climatologie (2004-), publié par l'Association internationale de climatologie

#### Hydrologie
- La Houille blanche (1902-), EDP Sciences
- Revue des sciences de l'eau (1988-), titre bilingue
- Le Journal de l'Eau et de l'Environnement (2002-), publié par l'École nationale supérieure d'hydraulique de Blida (Algérie)

### Paléontologie, préhistoire, anthropologie
- Comptes rendus Palévol (1835-), MNHN
- Bulletins et mémoires de la société d'anthropologie de Paris (1859-)
- L'Anthropologie (1890-)
- Bulletin de la Société préhistorique française (1904-)
- Annales de paléontologie (1905-)
- Revue de micropaléontologie (1958-), en anglais uniquement
- L'Homme - Revue française d'anthropologie (1961-)
- Recherches amérindiennes au Québec (1971-)
- Revue de Paléobiologie (1982-)
- Ethnologies (1998-)
- Rabaska : revue d'ethnologie de l'Amérique française (2003-)
- Palethnologie (2009-)
- Fossiles - Revue française de paléontologie (2010-), 100 % en français

### Biologie
- Comptes Rendus Biologies (1835-), Centre Mersenne, [html/pdf], accès libre
- Biologie aujourd'hui, (1849-)[8], publié par la Société de biologie et EDP Sciences, 100 % en français, [html/pdf]
- Cryptogamie, Algologie (1924-)[9], [pdf], accès libre
- Biochimie et Biologie cellulaire (1929-), titre bilingue, publié par le CNRC
- Revue canadienne de physiologie et pharmacologie (1929-), titre bilingue, publié par le CNRC
- Revue canadienne de microbiologie (1954-), titre bilingue, publiée par le CNRC
- Génome (1959-), titre bilingue, publié par le CNRC
- Bulletin de l’Institut Scientifique, Section Sciences de la Vie (1979-)
- Physiologie appliquée, nutrition et métabolisme (1983-), titre bilingue, publié par le CNRC
- Biosystema (1987-), revue de la Société française de systématique
- Virologie (1997-)
- Symbioses (1999-)[10]
- Revue de Microbiologie Industrielle, Sanitaire, et Environnementale (2007-)

#### Histoire naturelle
- Bulletin de la Société linnéenne de Bordeaux (1826-)
- Bulletin de la Société Vaudoise des Sciences Naturelles (1842-)
- Bulletin de la Société d'histoire naturelle de Toulouse (1867-)[11]
- Le Naturaliste canadien (1868-)
- Bulletin de la Société linnéenne de Provence (1909-)
- Bulletin de la Société d'histoire naturelle d'Afrique du Nord (1909-)
- Bulletin mensuel de la Société linnéenne de Lyon (1932-)[12]
- Le Courrier de la Nature (1961-)
- La Hulotte (1972-)
- Faune sauvage (1974-), publié par l'Office national de la chasse et de la faune sauvage
- La Salamandre (1983-)
- La Garance voyageuse (1988-)
- Le Sabot de Vénus (1991-), publié par le Conservatoire d'espaces naturels de Bourgogne
- L'Argiope (1993-), publié par l'Association Manche-Nature
- Bourgogne-Franche-Comté Nature (2005-)
- Espèces - Revue d'histoire naturelle (2011-)

#### Écologie et environnement
- La Terre et la Vie - Revue d'écologie (1931-)
- Hydroécologie Appliquée (1989-)[13], publié par EDF et EDP Sciences, en accès libre
- Dossiers environnement (1993-), titre bilingue, publié par le CNRC
- Natures Sciences Sociétés (1993-)
- Écoscience (1994), publié par l'Université Laval
- VertigO - La revue électronique en sciences de l’environnement (2000-)
- Revue Écologie-Environnement (2005-), publiée par l’Université Ibn Khaldoun de Tiaret
- Revue d'ethnoécologie (2012-)
- Biocenoses (2015-), publié par l'Université des sciences et de la technologie Houari-Boumédiène
- Risques urbains (2017-), ISTE, titre bilingue
- Naturæ (2017-)[14], publié par le MNHN, en accès libre

#### Biologie marine
- Journal canadien des sciences halieutiques et aquatiques (1901-), titre bilingue, publié par le CNRC
- Cahiers de biologie marine (1960-), en anglais uniquement

#### Botanique
- Cryptogamie, Bryologie (1874-)[15]
- Le Monde des Plantes (1891-)
- Candollea (1924-), publié par le Conservatoire et Jardin botaniques de la ville de Genève
- Botanique (1929-), titre bilingue, publié par le CNRC
- Cryptogamie, mycologie (1936-)[16]
- Travaux de l’Institut Scientifique, Série Botanique (1952-)
- Bulletin mycologique et botanique Dauphiné-Savoie (1961-)
- Lejeunia, revue de botanique (1961-)
- L'orchidophile (1970-)[17]
- Bulletin de la Société botanique du Centre-Ouest (1970-)
- Hommes et plantes (1992-)
- Journal de Botanique (1997-)
- Adansonia (1997-)[18], publié par le MNHN, en accès libre
- Carnets de bryologie (2011-), en accès libre

#### Zoologie
- Bulletin de la Société zoologique de France (1876-), en accès libre
- Revue suisse de Zoologie (1893-)
- Revue canadienne de zoologie (1929-), titre bilingue
- Alauda, revue internationale d'ornithologie (1929-)
- Travaux de l’Institut Scientifique, Série Zoologie (1951-)
- Anthropozoologica (1984-)[19], publié par le MNHN, en accès libre
- Zoosystema (1997-)[20], publié par le MNHN, en accès libre

#### Herpétologie
- Bulletin de la Société Herpétologique de France (1976-)
- Chéloniens (2006-), revue de la Fédération Francophone pour l'Élevage et la Protection des Tortues

#### Entomologie
- Lambillionea (1900?-)[21]
- Bulletin de la Société Entomologique du Nord de la France (1937-)
- L'entomologiste (1944-), Société entomologique de France[22]
- Annales de la Société entomologique de France (1965-)[23]
- Bulletin de la Société royale belge d'entomologie (1972-)
- Entomologie faunistique - Faunistic Entomology (1979-), en accès libre
- R.A.R.E. (1992-)[24], Revue de l'Association Roussillonnaise d'Entomologie
- Lépidoptères (1992-)[25], publié par l'association des Lépidoptéristes de France
- Coléoptères (1995-)[26], en accès libre
- Le coléoptériste (1998-)[27]
- Ephemera (1999-)[28]
- Oreina - Les papillons de France (2008-)
- Insectes (2012?-)

### Agronomie
- Comptes Rendus de l'Académie d'agriculture de France (1915-)
- Phytoprotection (1920-)
- Revue canadienne d'agroéconomie (1952-)
- Arboriculture fruitière (1954-)
- Revue canadienne de phytotechnie (1957-), titre bilingue, publiée par le CNRC
- Revue canadienne de science animale (1957-), titre bilingue, publiée par le CNRC
- Apidologie (1958-), édité par l'INRA, en anglais uniquement
- Fourrages (1960-)
- L'Abeille de France et l'apiculteur (1970-)
- Revue Marocaine des Sciences Agronomiques et Vétérinaires (1980-)
- INRA Productions animales (1988-), en accès libre
- Agronomie Africaine (1989?-)
- La Vigne la revue du monde viticole (1990-)
- Cahiers agricultures (1992-), en accès libre
- Recherche Agronomique (1992-) (Algérie)
- Biotechnologie, Agronomie, Société et Environnement (1997-), en accès libre
- Annales des Sciences Agronomiques (2000?-), publié par l'Université d'Abomey-Calavi
- Revue suisse de viticulture, arboriculture, horticulture (2004-)
- Innovations Agronomiques (2007-), édité par l'INRA, en accès libre
- Revue Marocaine de Protection des Plantes (2010-)
- Sciences de la vie, de la terre et agronomie (2013-)[29]
- Annales de l'Université de Parakou, série Sciences Naturelles et Agronomie (2010-), en accès libre
- SESAME - Sciences et société, alimentation, mondes agricoles et environnement (2017-), revue de l'INRA

#### Sylviculture
- Bois et forêts des tropiques (1947-), en accès libre
- Revue canadienne de recherche forestière (1971-), titre bilingue, publiée par le CNRC

### Médecine
- Bulletin de l'Académie nationale de médecine (1836-)
- Annales médico-psychologiques (1843-)
- Annales de dermatologie et de vénéréologie (1868-)
- Revue des maladies respiratoires (1887-)
- Revue neurologique (1893-)
- La Tunisie médicale (1903-)
- L'Encéphale (1906-)
- Morphologie (1917-)
- Maroc Médical (1920-)
- Annales d'endocrinologie (1939-)
- Annales de biologie clinique (1943-)
- Revue médicale de Bruxelles (1944-)
- Revue de pneumologie clinique (1945-)
- Revue médicale de Liège (1946-)
- Thérapie (1946-)
- Annales de cardiologie et d'angéiologie (1951-)
- La Revue du praticien (1951-)
- Laennec (1954-)
- Médecine d'Afrique noire (1954-)
- Soins (1956-)
- Anesthésie, analgésie, réanimation (1957-)
- Journal de radiologie diagnostique et interventionnelle (1957-)
- Revue française d'allergologie (1961-)
- Cahiers de Nutrition et de Diététique (1966-)
- Transfusion clinique et biologique (1968-)
- Pathologie-biologie (1969-)
- Médecine et maladies infectieuses (1971-)
- Journal de gynécologie obstétrique et biologie de la reproduction (1972-)
- Journal des maladies vasculaires (1976-)
- Journal français d'ophtalmologie (1978-)
- Science et Technique, Sciences de la Santé (1978-)
- La Revue de médecine interne (1980-)
- Annales de pathologie (1981-)
- La presse médicale (1983-)
- Journal de Traumatologie du Sport (1984-)
- Médecine sciences (1985-), 100% en français
- Revue internationale de soins palliatifs (1986-)
- Nutrition clinique et métabolisme (1987-)
- Journal de mycologie médicale (1991-)
- Progrès en urologie (1991-)
- Revue marocaine de rhumatologie (1992-)
- Archives des Maladies Professionnelles et de l'Environnement (1993-)
- Archives de pédiatrie (1994-), en anglais uniquement
- Soins. Pédiatrie, puériculture (1995-)
- Revue francophone des laboratoires (1995-)
- Journal marocain des sciences médicales (1997-)
- Le courrier du dentiste (1999-)
- Gynécologie obstétrique & fertilité (2000-)
- Le Courrier de la transplantation (2001-)
- Revue médicale suisse (2005-)
- Néphrologie & thérapeutique (2005-)
- Annales françaises d’oto-rhino-laryngologie et de pathologie cervico-faciale (2010-)
- Science et santé (INSERM, 2011-)
- Journal européen des urgences et de réanimation (2012-)
- CAMES Santé (2013-)[30]
- Revue Malienne d’Infectiologie et de Microbiologie (2014-)
- Anesthésie & Réanimation (2015-)
- Annales des sciences de la santé (2015-)
- Journal de la Société Marocaine d’Ophtalmologie (?-)

#### Cancérologie
- Bulletin du cancer (1914-)
- Oncologie (1992-)
- Cancer/radiothérapie (1997-)

#### Médecine tropicale
- Bulletin de la Société de pathologie exotique (1908-)
- Odonto-stomatologie tropicale (1976-)
- Médecine et santé tropicales (2012-), revue soutenue par l'AUF, 100 % en français

#### Épidémiologie et santé publique
- Relevé épidémiologique hebdomadaire (1926-), titre bilingue, publié par l'Organisation mondiale de la santé, en accès libre
- Revue d’épidémiologie et de santé publique (1953-)
- Bulletin épidémiologique hebdomadaire (1983-), en accès libre
- Santé publique (1988-)
- Environnement, Risques & Santé (2002-)
- Revue d’Histoire de la Protection Sociale (2008-)
- Journal de Gestion et d’Economie Médicales (2012-)
- Management & Avenir Santé (2013-)
- Revue marocaine de santé publique (2014-)
- Revue francophone sur la santé et les territoires (2015-)
- Biostatistiques et sciences de la santé (2019-), ISTE, titre bilingue

#### Gérontologie
- Gérontologie et Société (1972-)
- Soins. Gérontologie (1996-)
- Gériatrie et Psychologie Neuropsychiatrie du Vieillissement (2011-)
- Jusqu'à la mort accompagner la vie (?-)

#### Chirurgie
- Neurochirurgie (1955-)
- Chirurgie de la main (1982-)
- Annales de chirurgie plastique esthétique (1983-)
- Médecine et chirurgie du pied (1984-)
- Revue Africaine de Chirurgie et Spécialités (2007-)
- Journal de chirurgie viscérale (2010-)
- Revue Marocaine de Neurochirurgie (2016-)

#### Infirmerie
- La revue de l'infirmière (1951-)
- Recherche en soins infirmiers (1985-)
- Bulletin Infirmier du cancer (2001-)
- Vocation sage-femme (2002-)
- Perspective infirmière (2003-)

#### Pharmacie
- Annales pharmaceutiques françaises (1809-)
- Actualités pharmaceutiques (1961-)
- Journal de pharmacie clinique (1983-)
- Pharmacopée et médecine traditionnelle africaine (2001-)
- Revue de Médecine et de Pharmacie (2011-)
- Journal Algérien de Pharmacie (2018-)

#### Médecine vétérinaire
- Bulletin de l’Académie Vétérinaire de France (1928-)
- Revue d’élevage et de médecine vétérinaire des pays tropicaux (1947-)
- Épidémiologie et Santé Animale (1982-)
- Revue scientifique et technique de l'Office international des épizooties (1982-)
- Revue de médecine vétérinaire (1990-)

#### Psychiatrie
- Archives suisses de neurologie et de psychiatrie (1917-), titre bilingue
- L'Évolution psychiatrique (1925-)
- La Psychiatrie de l'enfant (1958-)
- Santé mentale au Québec (1976-)
- Soins - Psychiatrie (1980-)

### Sciences sociales (en général)
- Diogène (1952-)
- Archives de Sciences Sociales des Religions (1956-)
- Revue des sciences sociales (1972-)
- Actes de la recherche en sciences sociales (1975-)
- Sciences sociales et santé (1983-)
- Émulations - revue internationale de sciences sociales (2009-)

### Géographie
- Annales de géographie (1891-)
- La GéoGraphie (1900-)
- Revue de géographie alpine (1913-)
- Bulletin de l’association de géographes français (1924-)
- Géocarrefour (1926-)
- L'Information géographique (1936-)
- Cahiers d'Outre-Mer (1948-)
- Norois (1953-)
- Cahiers de géographie du Québec (1956-)
- Méditerranée (1960-)
- Historiens et Géographes (1965-)
- Population et Avenir (1971-)
- L'Espace géographique (1972-)
- Hérodote (1976-)
- Annales de la recherche urbaine (1979-)
- Espace populations sociétés (1983-)
- Mappemonde (1986-)
- Géographie et cultures (1992-)
- Cybergeo (1996-)
- Géocarrefour (1997-)
- Bulletin des sciences géographiques de l'INCT (1998-)
- Géostratégiques (2001-)
- Journal Algérien des Régions Arides (2001-)
- Développement durable et territoires (2002-)
- Outre-Terre, Revue française de géopolitique (2002-)
- Questions internationales (2003-)
- L'Espace politique (2007-), en accès libre
- Physio-Géo (2007-), en accès libre
- Environnement urbain (2008-)
- Carnets de géographes (2009-)
- Anatoli (2010-)
- Cinq Continents - Revue roumaine de géographie (2011-)
- Dynamiques environnementales (2011-)
- Revue de géographie historique (2012-)
- Géographie et développement au Maroc (2013-)
- Revue Canadienne de Géographie Tropicale (2013-)
- Les analyses de Population & Avenir (2017-)
- Espace Géographique et Société Marocaine (?-)

### Démographie
- Population (1946-)
- Annales de démographie historique (1964-)
- Population et société (1968-), publié par l'INED
- Cahiers québécois de démographie (1971-)
- Population et Avenir (1971-)
- Revue Européenne des Migrations Internationales (1985-)
- Revue Quetelet (2013-), publiée par l'Université catholique de Louvain
- Revue Africaine des Migrations Internationales (2017-)
- Les analyses de Population & Avenir (2017-)
- Revue Algérienne des Etudes de Population (2017-)

### Linguistique (en général)
- Bulletin de la Société de linguistique de Paris (1869-)
- Traduire (1947-)
- Babel - Revue internationale de la traduction (1955-)
- Meta : journal des traducteurs (1955-)
- Revue roumaine de linguistique (1959-)
- Cahiers de lexicologie (1959-)
- Langages (1962-)
- Études de linguistique appliquée (1962-)
- La linguistique (1965-)
- Cahiers Ferdinand de Saussure (1967-)
- Travaux de linguistique (1969-)
- Revue canadienne des langues vivantes (1975-), titre bilingue
- Cahiers de linguistique Asie orientale (1977-)
- Langage et société (1977-)
- Lengas (revue de sociolinguistique) (1977-)
- Actes sémiotiques (1979?-)
- Linx - bulletin du Centre de recherches linguistiques de Paris X Nanterre (1979-)
- Histoire, épistémologie, langage (1979-)
- L'Information grammaticale (1979-)
- Modèles linguistiques (1979-)
- Mots: Les langages du politique (1980-)
- Travaux neuchâtelois de linguistique (1980-)
- Revue québécoise de linguistique (1980-)
- Revue québécoise de linguistique théorique et appliquée (1981-)
- Semen : Revue de sémio-linguistique des textes et discours (1983-)
- Cahiers de praxématique (1983-)
- Géolinguistique (1984-)
- Recherches linguistiques de Vincennes (1986-)
- Palimpsestes (1987-)
- TTR : traduction, terminologie, rédaction (1987-)
- Lidil - revue de linguistique et de didactique des langues (1989-)
- Traitement automatique des langues (1993-)
- Faits de langues (1993-)
- Bulletin suisse de linguistique appliquée (1994-)
- Scolia - revue de linguistique (1994-)
- Revue française de linguistique appliquée (1996-)
- Cahiers internationaux de sociolinguistique (1996-)
- Revue de Sémantique et Pragmatique (1997-)
- Revue canadienne de linguistique appliquée (1998-), titre bilingue
- Syntaxe et Sémantique (2000-)
- Langues et cité (2002-), publié par la DGLFLF
- Revue Maghrébine des Langues (2002-)
- Forum - Revue internationale d’interprétation et de traduction (2003-), titre bilingue
- Glottopol (2003-)
- Carnets d'atelier de sociolinguistique (2007-)
- Discours - Revue de linguistique, psycholinguistique et informatique (2007-)
- Carnets d’Atelier Sociolinguistique (2007-)
- Neologica, revue internationale de néologie (2007-)
- Argumentation et analyse du discours (2008-)
- Des mots aux actes (2008-), revue de la Société française de Traductologie
- Revue Internationale d'Études en Langues Modernes Appliquées (2008-)
- Minorités linguistiques et société (2012-)
- Échanges Linguistiques en Sorbonne (2013-)
- Multilinguales (2013-)
- Relais (2013-), publié par l'Université Chouaib Doukkali
- Faits de Langue et Société (2015-)
- Langues, cultures et sociétés (2015-)
- Sciences, Langage et Communication (2015-)
- Revue Algérienne des Sciences du Langage (2016-)
- GLAD! Revue sur le langage, le genre, les sexualités (2016-)
- Langues, Cultures et Communication (2017-), publié par l'Université Mohammed Ier à Oujda
- Langues et Langage (2018-), publié par l'Université Mohammed Ier à Oujda

### Langue française
- Le Français moderne (1933-)
- Études françaises (1965-)
- Le Français aujourd'hui (1968-)
- Langue française (1969-)
- Cahiers franco-canadiens de l’Ouest (1989-)
- Français & Société (1990-)
- Francophonies d’Amérique (1991-)
- Cahiers Charlevoix, Études franco-ontariennes (1992-)
- Éducation et francophonie (1996-)
- Globe : revue internationale d’études québécoises (1998-)
- Ponti/Ponts. Langues littératures civilisations des Pays francophones (2001-)
- Alternative francophone (2008-)
- Revue roumaine d'études francophones (2009-)
- Arborescences - Revue d'études françaises (2010-)
- Repères-Dorif - autour du français : langues, cultures et plurilinguisme (2012-)
- Revue internationale des francophonies (2017-)
- Francophonie et innovation à l’université (2019-), soutenue par l'AUF

### Didactique
- Le français dans le monde - Recherches et Applications (1961-)
- Le Langage et l'homme - Revue de didactique du français (1966-)
- Repères - recherches en didactique du français langue maternelle (1969-)
- Mélanges Crapel : Revue en didactique des langues et sociolinguistique (1970-)
- Pratiques - linguistique, littérature, didactique (1974-)
- Québec français (1974-)
- Histoire de l’éducation (1978-)
- Travaux de Didactique du Français Langue Etrangère (1979-)
- Recherche et pratiques pédagogiques en langues de spécialité – Cahiers de l’APLIUT (1980-)
- Recherche et formation (1987-)
- Documents pour l’histoire du français langue étrangère ou seconde (1988-)
- Spirale - Revue de recherches en éducation (1989-)
- Acquisition et interaction en langue étrangère (1992-)
- Tréma - revue internationale en sciences de l’éducation et en didactique (1992-)
- Études en didactique des langues (EDL) (1993-)
- Nouveaux cahiers de la recherche en éducation (1994-)
- Carrefours de l'éducation (1996-)
- Apprentissage des Langues et Systèmes d'Information et de Communication (1998-)
- Recherches en Didactiques (2000-)
- Revue internationale des technologies en pédagogie universitaire (2004-), titre bilingue
- Recherches en didactique des langues et des cultures (2004-)
- Revue japonaise de didactique du français (2005-), publiée par la Société japonaise de didactique du français
- Babylonia, La Revue pour l'enseignement et l'apprentissage des langues (2006-)
- Revue africaine de didactique des sciences et des mathématiques (2006-)
- Éducation & Didactique (2007-)
- Revue suisse de pédagogie spécialisée (2011-)
- Distance et Médiations des Savoirs (2012-)
- Points communs - recherche en didactique du Français sur Objectif Spécifique (2013-), publié par la CCIP
- Contextes et Didactiques (2014-)
- Le Pédagogue (2014-)
- SFRP Savoirs et formation Recherche et Pratique
- Educations (2017-), ISTE, titre bilingue

### Revues avec une spécialisation régionale ou linguistique (autre que le français)
- Journal Asiatique (1822-)
- Revue des langues romanes (1870-)
- Journal de la Société des américanistes (1895-)
- Bulletin de l'École française d'Extrême-Orient (1901-)
- Revue des études slaves (1921-)
- Revue de linguistique romane (1925-)
- Bulletin d’Études Orientales (1931-)
- Journal des africanistes (1931-)
- Études anglaises (1937-)
- Journal de la Société des Océanistes (1945-)
- Études germaniques (1946-)
- Annales islamologiques (1954-)
- Cahiers du monde russe (1959-), publiés par l'EHESS
- Cahiers d'études africaines (1960-)
- Cahiers des Amériques latines (196?-)
- Afrique contemporaine (1962-)
- Études finno-ougriennes (1964-)
- Revue romane (1966-)
- Recherches Anglaises et Nord-Américaines (1967-)
- Revue d’Allemagne et des pays de langue allemande (1969-)
- Revue d’études comparatives Est-Ouest (1970-)
- Archipel, Études interdisciplinaires sur le monde insulindien (1971-)
- Cahiers d’Études Germaniques (1972-)
- Bulletin de l’Institut Français d’Études Andines (1972-)
- Études Irlandaises (1972-)
- Cahiers d’Études hispaniques médiévales (1976-)
- Cahiers de linguistique Asie orientale (1977-)
- Revue Mandenkan (1981-)
- Etudes chinoises (1982-)
- Chroniques italiennes (1984-)
- Bulletin d’histoire contemporaine de l’Espagne (1985-)
- Cahiers d'Extrême-Asie (1985-)
- La Bretagne Linguistique (1985-)
- Cahiers de l’Orient (1986-)
- Etudes créoles (1987-)
- Germanica (1987-)
- Égypte/Monde arabe (1990-)
- Tsafon, Revue d'études juives du Nord (1990-)
- Perspectives chinoises (1992-)
- Ebisu - Études japonaises (1993-)
- ASp - Revue du Groue d'étude et de recherche en anglais de spécialité (1993-)
- Lusotopie (1994-)
- Cahiers d’Asie centrale (1996-)
- Revue des mondes musulmans et de la Méditerranée (1996-)
- Nordiques (2003-)
- L'Année du Maghreb (2004-)
- Echo des études romanes (2005-)
- L’Âge d’or, Images dans le monde ibérique et ibéricoaméricain (2008-)
- Revue de l’Institut français d’histoire en Allemagne (2009-)
- Études romanes de Brno (2009-)
- Impressions d’Extrême-orient (2010-)
- Études arméniennes contemporaines (2013-)
- Revue Tidighin des Recherches Amazighes et Développement (2013-)
- Linguistique et Langues Africaines (2015-)
- Revue des Études Amazighes (2017-)

### Économie
- Revue d'économie politique (1887-)
- L'Actualité économique (1925-)
- Relations industrielles (1945-), titre bilingue
- Économie rurale (1949-)
- Revue économique (1950-)
- Pour (1967-), publié par le Groupe de recherche pour l'éducation et la prospective
- Économie et Statistique (1969-)
- Mondes en développement (1973-)
- Revue d'économie industrielle (1977-)
- Revue d'économie régionale et urbaine (1978-)
- Interventions économiques (1982-), titre bilingue
- Les cahiers du CREAD (Algérie, 1984-)
- Revue française d'économie (1986-)
- Revue d'économie financière (1987-)
- Revue internationale PME (1988-)
- Revue de l'IRES (1989)
- Comptabilité-contrôle-audit (1995-)
- Innovations. Revue d’Économie et de Management de l’Innovation (1995-)
- Géoéconomie (1997-)
- L'Économie politique (1998-)
- Économie publique (1998-)
- Revue algérienne d'économie et gestion (1998-)
- Critique économique (2000-)
- Économie et Institutions (2002-)
- Revue d'économie et de statistique appliquée (2003-) (Algérie)
- Revue de la régulation (2007-)
- Revue Économie & Kapital (2012-)
- Revue de Recherches en Economie et en Management Africain (2014-)
- Revue Économie, Gestion et Société (2015-)
- Finance & Finance Internationale (2016-)
- Revue des Études Multidisciplinaires en Sciences Économiques et Sociales (2016-)
- Recherches et Applications en Finance Islamique (2017-)
- Repères et Perspectives Économiques (2017-)
- Revue internationale des études du développement (2017-)
- Revue Marocaine d’Économie (2019-)
- L'économie de partage (2020-), ISTE, titre bilingue

### Gestion
- Revue des sciences de gestion (1965-)
- Revue française de gestion (1975-)
- Gestion (1976-)
- Revue de Gestion des Ressources Humaines (1991-)
- Journal de l'École de Paris du management (1993-)
- Management international (1996-)
- Revue algérienne d'économie et gestion (1998-)
- La Revue des Sciences Commerciales (2002-) (Algérie)
- Revue de l'organisation responsable (2006-)
- Revue Marocaine de Gestion et d’Économie (2008-)
- Revue de Gestion et d’Économie (2013-)
- Revue Africaine de Management (2016-)
- Recherches et Pratiques Marketing (2016-)
- Revue d’Études en Management et Finance d’Organisation (2016-)
- Revue internationale des sciences de l'organisation (2016-)
- Revue Marocaine de la Prospective en Sciences de Gestion (2018-)
- La Revue Marocaine de Contrôle de Gestion (2018-)
- Revue internationale de psychosociologie et de gestion des comportements organisationnels
- Annales des Mines : Gérer et comprendre
- Recherche et cas en science de gestion

### Psychologie
- L'Année psychologique (1894-)
- Le Travail humain (1933-)
- Bulletin de psychologie (1948-)
- Psychologie française (1956-)
- Perspectives Psy (1963-)
- Thérapie Familiale (1980-)
- Le Journal des psychologues (1982-)
- Psychologie clinique (1988-)
- Cahiers de psychologie clinique (1994-)
- Revue internationale de psychosociologie (1994-)
- Travailler - Revue internationale de Psychopathologie et de Psychodynamique du Travail (1998-)

### Sociologie
- Sociologie du travail (1959-)
- Recherches sociographiques (1960-)
- Revue française de sociologie (1960-)
- Revue canadienne de sociologie (1964-), titre bilingue
- Sociologie et sociétés (1969-)
- Recherches sociologiques et anthropologiques (1970-)
- Diversité - ville, école, intégration (1973-)
- Déviance et société (1977-)
- Nouvelles Questions féministes (1981-)
- Bulletin de méthodologie sociologique (1983-)
- Cahiers de recherche sociologique (1983-)
- Cahiers de sociologie économique et culturelle (1984-)
- Regards sociologiques (1991-)
- Revue internationale de psychosociologie (1994-)
- Travail, Genre et Sociétés (1999-)
- Nouvelle revue de psychosociologie (2006-)

### Politique
- Les Politiques Sociales (1935-)
- Revue française de science politique (1951-)
- Après-demain (1957-)
- L'Europe en formation (1960-)
- Revue canadienne de science politique (1968-)
- Études internationales (1970-)
- Futuribles (1974-)
- Relations internationales (1974-)
- Revue internationale (1975-)
- Revue française d’administration publique (1977-)
- Le Débat (1980-)
- Politique africaine (1981-)
- Politique et Sociétés (1982-)
- Revue québécoise de science politique (1982-)
- Hermès (1988-)
- ((Écologie & Politique)) (1992-)
- Télescope (1994-)
- Vacarme (1997-)
- Éthique publique (1999-)
- Multitudes (2000-)
- Raisons politiques (2000-)
- Parlement[s], Revue d’histoire politique (2003-)
- Sécurité globale (2007-)

### Communication
- Communications (1961-)
- Communication & langages (1968-)
- Études de communication (1982-)
- Communication & Organisation (1992-)
- Médiation & Information (1993-)
- Recherches en Communication (1994-)
- Les Cahiers du journalisme (1996-)
- Communication & Management (2001-)
- Les Enjeux de l'information et de la communication (2001-)
- Questions de communication (2002-)
- Le Temps des Médias (2003-)
- Médium (2004-)
- Les cahiers de Champs Visuels (2005-)
- Médias & Culture (2005-)
- tic & société (2007-)
- Télévision (2010-)
- Revue française des sciences de l’information et de la communication (2012-)
- Politiques de communication (2013-)

### Histoire
- Comptes rendus de l'Académie des inscriptions et belles-lettres (1857-)
- Revue historique (1876-)
- Revue de l'histoire des religions (1879-)
- Annales de Bretagne et des pays de l'Ouest (1886-)
- Le Moyen Âge (1888-)
- L'Année épigraphique (1888-)
- Annales du Midi (1889-)
- Revue d'histoire moderne et contemporaine (1899-)
- Revue d'histoire ecclésiastique (1900-)
- Annales historiques de la Révolution française (1908-)
- Revue du Nord (1910-)
- Revue belge de philologie et d'histoire (1922-)
- Annales. Histoire, Sciences sociales (1929-)
- Revue historique des armées (1945-)
- Revue d'histoire de la Shoah (1946-)
- Revue d'histoire de l'Amérique française (1947-)
- Dix-septième siècle (1949-)
- Revue suisse d'histoire (1951-), publié par la Société suisse d'histoire
- Le Mouvement social (1961-)
- Bulletin de la Société d'Histoire de la Guadeloupe (1963-)
- Cahiers d'histoire. Revue d'histoire critique (1966-)
- Dix-huitième siècle (1969-)
- Études internationales (1970-)
- Revue française d'histoire du livre (1971-)
- Cahiers d'histoire (1981-)
- Histoire, Économie & Société (1982-)
- Communisme (1982-)
- Mil neuf cent : Revue d'histoire intellectuelle (1983-)
- 20 & 21 Revue d’histoire (1984-)
- Revue d'histoire du xixe siècle (1985-)
- Kentron, Revue pluridisciplinaire du monde antique (1985-)
- Histoire & Mesure (1986-)
- Guerres mondiales et conflits contemporains (1987-)
- Clio. Femmes, genre, histoire (1995-)
- Cahiers de recherches médiévales et humanistes (1996-)
- Mens: revue d'histoire intellectuelle de l'Amérique française (2000-)
- Parlement(s) : revue d'histoire politique (2003-)
- Bulletin d'histoire politique (2004-)
- Revue d'histoire nordique (2005-)
- L'Atelier du Centre des recherches historiques (2008-)

### Archéologie
- Bulletin monumental (1834-)
- Revue archéologique (1844-)
- Cahiers alsaciens d'archéologie d'art et d'histoire (1856-)
- Bulletin de l'Institut français d'archéologie orientale (1901-)
- Revue d'égyptologie (1933-)
- Gallia (1943-)
- Bulletin de la société française d'égyptologie (1949-)
- Revue archéologique de l'Est (1950-)
- Revue archéologique du centre de la France (1962-)
- Antiquités Africaines (1967-)
- Revue archéologique de Narbonnaise (1968-)
- Archéologie médiévale (1971-)
- ArchéoSciences (1977-)
- Bulletin de la Société d'Égyptologie, Genève (1979-)
- Revue archéologique de l'Ouest (1984-)
- Égypte, Afrique et Orient (1996-)
- Revue d’études archéologiques (1998-) (Algérie)
- Égypte Nilotique et Méditerranéenne (2008-)
- Revue archéologique d'Île-de-France (2008-)
- Archéologies numériques (2017-), ISTE, titre bilingue
- Archéologie, société et environnement (2019-), ISTE, titre bilingue

### Muséologie
- Les Cahiers du musée national d'Art moderne (1979-)
- Culture et Musées (2003-)
- La Revue des musées de France (2004-)
- Muséologies - Les cahiers d'études supérieures (2006-)

### Histoire de la littérature
- Revue d'histoire littéraire de la France (1894-)
- Revue des études anciennes (1899-)
- Annales Jean-Jacques Rousseau (1905-)
- La Nouvelle Revue française (1909-)
- Revue de littérature comparée (1921-)
- Archives d'Histoire Doctrinale et Littéraire du Moyen Âge (1926-)
- Revue d’Histoire du Théâtre (1948-)
- L'Avant-Scène (1949-)
- Littératures (1952-)
- Cahiers naturalistes (1955-)
- L'Année balzacienne (1959-)
- Cahiers internationaux de symbolisme (1962-)
- Études françaises (1965-)
- Poétique (1970-)
- Romantisme - Revue du dix-neuvième siècle (1971-)
- Littérature (1971-)
- Cahiers Jean Giraudoux (1972-)
- Voix et Images (1975-)
- Le Bulletin célinien (1981-)
- Nuit blanche (1982-)
- Revue alsacienne de littérature (1983-)
- L'Annuaire théâtral (1985-)
- Bulletin de la société internationale des études yourcenariennes (1987-)
- Cahiers de narratologie (1987-)
- Littératures classiques (1989-)
- Tangence (1992-)
- Études littéraires africaines (1996-)
- Revue Babel (1996-)
- Histoires littéraires (2000-)
- Présence d’André Malraux (2001-)
- Revue Flaubert (2001-)
- Cahiers Voltaire (2002-)
- Double Jeu (2003-)
- L'année stendhalienne (2003-)
- Cahiers Claude Simon (2005-)
- Texte: revue de critique et de théorie littéraire (2006-)
- Agôn, Revue des arts de la scène (2007-)
- Les Cahiers J.-M.G. Le Clézio (2008-)
- Revue internationale Michel Henry (2009-)
- Les Assises Littéraires (2018-)
- Revue Langues et Littératures (?-), publié par l'Université Mohammed-V de Rabat

### Histoire des arts
- Arts Asiatiques (1962-)
- Revue Roumaine d'Histoire de l'Art (1964-)
- Revue de l'Art (1968-)
- Histoire de l'art (1988-)
- L’Observatoire, la revue des politiques culturelles (1990-)
- Techne : la science au service de l'histoire de l'art et des civilisations (1994-)
- Africultures (1997-)
- Repères, cahier de danse (2003-)
- Gradhiva, Revue d'anthropologie et d'histoire des arts (2005-), publiée par le musée du quai Branly
- Nouvelle revue d'esthétique (2008-)
- Clara Architecture/Recherche (2013-)
- Nectart (2015-)
- Sciences du Design (2015-)
- Arts et sciences (2017-), ISTE, titre bilingue

#### Musique
- Revue de musicologie (1917-)
- Avant Scène Opéra (1976-)
- Circuit - Musiques contemporaines (1989-)
- Volume ! La revue des musiques populaires (2002-)
- Les Cahiers de la Société québécoise de recherche en musique (2008-)
- Revue musicale OICRM (2012-)

#### Histoire du cinéma
- Cahiers du cinéma (1951-)
- 1895 revue d’histoire du cinéma (1984-)
- Cinémas - Revue d'études cinématographiques (1990-)
- Cinémas d'Amérique Latine (1992-)

### Philosophie
- Revue philosophique de la France et de l'étranger (1876-)
- Revue de métaphysique et de morale (1893-)
- Revue philosophique de Louvain (1894-)
- Revue des sciences philosophiques et théologiques (1907-)
- Archives de philosophie (1923-)
- Les Études philosophiques (1926-)
- Esprit (1932-)
- Revue internationale de philosophie (1938-)
- La Pensée (1939-)
- Les Temps modernes (1945-)
- Philosophiques (1974-)
- Le Débat (1980-)
- Actuel Marx (1986-)
- Lignes (1987-)
- Revue roumaine de philosophie (1991-)
- Alter, Revue de phénoménologie (1993-)
- Les Cahiers philosophiques de Strasbourg (1994-)
- Le Philosophoire (1996-)
- Le Portique, revue de philosophie et de sciences humaines (1998-)
- Cités (2000-)
- Phares - revue philosophique étudiante de l'université Laval (2001-)
- Philosophie antique (2001-)
- Revue de Philosophie Économique  (2002-)
- Astérion (2003-)
- Philosophie Magazine (2006-)
- Sens-Dessous (2006-)
- Revue internationale Michel Henry (2011-)
- Cahiers philosophiques (?-)
- Philosophie (?-)

### Théologie
- Revue thomiste (1893-)
- Recherches de Science Religieuse (1910-)
- Laval théologique et philosophique (1945-)
- Théologiques (1993-)

### Histoire des sciences et des techniques
- Revue des questions Scientifiques (1879-)
- Revue d'histoire de la pharmacie (1913-)
- Revue d’histoire des sciences (1947-)
- Histoire des sciences médicales (1967-)
- Cahiers d’histoire de l’aluminium (1987-)
- Bulletin d'Histoire et d'Épistémologie des Sciences de la vie (1994-)
- Revue d'histoire des mathématiques (1995-)
- Revue d’histoire des sciences humaines (1999-)
- Cahiers François Viète (1999-)
- Journal électronique d'histoire des probabilités et de la statistique (2005-)
- Histoire de la recherche contemporaine (2012-)
- e-Phaïstos, Revue d’histoire des techniques (2012-)

### Droit
- Revue pénitentiaire et de droit pénal (1877-)
- Revue générale de droit international public (1894-)
- Revue du notariat (1898-)
- Le Droit Maritime Français (1923-)
- Les Cahiers de droit (1954-)
- Cahiers de droit européen (1965-)
- Revue générale de droit (1970-)
- Archives de politique criminelle (1975-)
- Revue Juridique de l’Environnement (1976-)
- Revue interdisciplinaire d'études juridiques  (1978-)
- Droit et Cultures (1981-)
- Revue québécoise de droit international (1984-)
- Droit et Société (1985-)
- Droits (1985-)
- Revue internationale de droit économique (1986-)
- Plein droit (1987-)
- Banque & droit (1988-)
- Histoire de la Justice (1988-)
- Revue française de droit constitutionnel (1990-)
- Revue générale de droit médical (1999-)
- Annales de Droit (2007-)
- Société, Droit & Religion (2010-)
- La Revue des droits de l’homme (2012-)
- Revue française de criminologie et de droit pénal (2013-)
- Droit, Santé et Société (2014-)
- Criminalistique (2017-)
- Revue Marocaine de Droit, d’Economie et de Gestion (?-)